# 高遷 (弘治進士)
高遷（1454年—？），字大用，浙江紹興府餘姚縣人，民籍，明朝政治人物。

## 生平
浙江鄉試第八十四名舉人。弘治六年（1493年）中式癸丑科會試第二百五名，三甲第一百零三名進士。官福建邵武县知县，十二年八月以侵渔官库银五百馀两，他所得赂以千数，上以高迁侵盗官钱，索取贿赂数多，难处以常例，并其家属发广东海南卫充军。

## 家族
曾祖高瀚；祖父高子明；父高孟通，母王氏。永感下。